# Districts du Belize

Districts du Belize.

Le Belize est divisé en 6 districts :
- District de Belize, où se trouve la plus grande ville et ancienne capitale du Belize, Belize City. Sa superficie est de 4 310 km2, avec une population de 124 096 habitants (2019[1]).
- District de Cayo, où se trouve l’actuelle capitale du pays, Belmopan. Sa superficie est de 5 200 km2, avec une population de 99 118 habitants.
- District de Corozal. Sa superficie est de 1 860 km2, avec une population de 49 446 habitants.
- District d'Orange Walk. Sa superficie est de 4 600 km2, avec une population de 52 550 habitants.
- District de Stann Creek. Sa superficie est de 2 550 km2, avec une population de 44 720 habitants.
- District de Toledo Sa superficie est de 4 410 km2, avec une population de 38 557 habitants.